# Ультрамарины (мультфильм)
«Ультрамарины» (англ. Ultramarines: A Warhammer 40,000 Movie) — фантастический мультипликационный фильм по мотивам сюжетов вселенной Warhammer 40,000. В фильме рассказывается об ордене космодесанта — Ультрамаринах. Сценарист фильма — автор «Чёрной библиотеки» Дэн Абнетт. Фильм создан с помощью компьютерной анимации.
Теренс Стамп, Шон Пертви и Джон Хёрт — основные актёры озвучивания.

## Создание
О начале работ по производству «Ультрамаринов» впервые было объявлено на Games Day 2009 в Бирмингеме.
Над фильмом работает базирующаяся в Англии компания Codex Pictures по лицензии Games Workshop, в сотрудничестве с Good Story Productions Ltd и POP6 Studios, расположенной в Монреале.

## Анимация
В Ультрамаринах используется технология создания анимации лица, разработанная компанией Image Metrics. Ранее она применялась в таких проектах, как Grand Theft Auto IV, Assassin's Creed II, NBA 2K10, клипе группы Black Eyed Peas на песню «Boom Boom Pow» и фильме Гарри Поттер и орден феникса.

## Сюжет
История разворачивается вокруг одного из новообращенных в полных космодесантников Ордена Ультрамаринов — Боевого Брата Протея. Он с ещё несколькими космодесантниками только что были посвящены в полных космических десантников Адептус Астартес и сформировали ударный отряд «Ультима» под командованием Капитана 2-й роты Северия и апотекария Пифола. Космодесантники дают присягу на священной реликвии роты — древнем громовом молоте, названном Молотом Макрагга, произнося боевой клич отряда: «Мы бьёмся за Макрагг, и не познаем мы страха!». Первой задачей отряда «Ультима» становится священная планета Митрон, где находится Храм Императора под защитой космодесантников 5-й роты Ордена Имперских Кулаков.
Уже по прибытии на планету Протей ощущает нечто необъяснимое, будто враги следят за ним и его боевыми товарищами. Единственный, кто верит Протею — апотекарий Пифол, принявший огни святого Эльма на знамени ордена, который несут бойцы, за недобрый знак. Капитан Северий же отвергает все подозрения и приказывает следовать вперёд. На пути к замку, в котором, предположительно, укрылись оставшиеся в живых Имперские Кулаки, Ультрамарины встречают осквернённое Хаосом поле битвы, а затем сталкиваются с бойцами Чёрного Легиона — некогда космодесантниками легиона Лунных Волков, испорченными Хаосом и ставшими отступниками после Ереси Хоруса. Потеряв нескольких бойцов, Ультрамарины всё же добираются до замка, откуда исходит аварийный сигнал. Там они сталкиваются с огромной силы Демоном Хаоса Неделимого, который, практически игнорируя шквальный огонь десятка болтеров и удары цепного меча, хватает капитана Северия и срывается с ним в пропасть. Теперь отрядом командует Протей, так как он — единственный, кто напомнил Ультрамаринам об их долге найти источник сигнала и найти выживших.
В одном из помещений замка Ультрамарины находят двух единственных выживших из 5-й роты Имперских Кулаков — Брата Нидона, хранителя святыни, и Капеллана Карнака. Те объясняют, что охраняли священную книгу Либер Митрус, некогда переданную Кулакам самим Богом-Императором Человечества, за которой теперь прибыли силы Хаоса, но не могут объяснить, как им самим удалось выжить в храме, больше месяца назад захваченном демонами. Протей принимает решение забрать книгу и увезти её на Макрагг, родную планету и Крепость-Монастырь Ультрамаринов. При отступлении космодесантники подвергаются массированной атаке Чёрного Легиона; во время битвы появляется израненный капитан Северий и ведёт своё отделение на прорыв. Десантный корабль «Штормовой Ястреб» обстреливает место посадки, после чего забирает оставшихся в живых десантников на Ударный Крейсер.
На борту Ударного Крейсера Протей сообщает Северию и Пифолу о своих подозрениях насчёт необъяснимого спасения двух Имперских Кулаков и их несколько странном поведении. Капитан вместе с Протеем тут же отправляются в оружейную, где расположились Кулаки, проверить, что за книгу они принесли с собой. Но, открыв её, он и остальные космодесантники видят, что страницы пусты. Кулаки признаются, что их нервозность была вызвана именно исчезновением надписей в святыне, опасением, что её коснулась порча Хаоса. Однако Капитан обвиняет Кулаков в ереси; усиливающий эффект оказывает и знамя отряда, принесённое вошедшим новичком-знаменосцем, на котором снова появились огни Святого Эльма. Северий убивает Карнака и оглушает Нидона. Однако новичок-Ультрамарин с удивлением отмечает, что даже после убийства еретика-псайкера огни никуда не исчезли. Осклабившись, Капитан срывается с места, избивает Ультрамаринов, после чего, схватив за горло Протея, говорит, что они давно спланировали атаку на Митрон, чтобы заманить космодесантников на спасении святыни, а Карнак и Нидон нужны были лишь как отвлекающий манёвр. Пришедший в себя знаменосец выталкивает из оружейной одержимого Капитана, но погибает. Протей, Нидон и Веренор бегут по коридорам и видят тяжело раненого Пифола, говорящего, что демон в реликварии Ударного Крейсера.
Корабль готовится к прыжку в Варп с демоном на борту. Выжившие космодесантники находят демона в зале реликвария, где стоит Молот Макрагга. Демон, принимающий своё истинное обличье, при помощи сил Хаоса «проявляет» тексты молитв на страницах книги, которая является Вратами Варпа. До отбытия корабля на Макрагг остаётся совсем немного времени; демон убивает почти всех десантников и берёт Протея в плен, собираясь принять его облик вместо раскрытой личины Северия, соблазняя десантника обещаниями о чести и славе. Готовя ритуал, демон издевательски благодарит Протея за невольную помощь в осуществлении его плана — уничтожить целую роту Кулаков, оставив пару бойцов в живых, чтобы попасть вместе с книгой-порталом в Крепость-Монастырь прибывших на помощь Ультрамаринов и, открыв врата в Варп, вызвать оттуда подкрепления, чтобы с ними уничтожить один из лучших орденов Космодесанта, а вместе с ним покорить самый мощный оплот Империума в Ультима Сегментума, занимающим больше половины галактики. Однако подоспевший на помощь Пифол ценой своей жизни дает Протею время взять Молот Макрагга и дать достойный отпор Демону. Протей хватает священный молот и забивает им демона, уничтожая его тело и изгоняя душу в Варп, а книга-портал исчезает вместе с ним. Протей осознаёт, что он позволил демону попасть на корабль и нарушил покой священной реликвии, но Веренор заверяет его, что Орден узнает всю правду о том, что случилось.
Проходит время. Протей и Веренор, уже Ветераны-Сержанты Ордена, принимают в реликварии Ударного Крейсера новообращенных десантников. Как и Северий, Протей возносит с торжественной речью Молот Макрагга над головой, произнося боевой клич отряда «Ултима»: «Мы бьёмся за Макрагг, и не познаем мы страха!» Ультрамаринов ждут новые битвы во славу Императора.

## Актёры озвучивания[4]
- Шон Пертви[2] — брат Протей
- Стивен Уеддингтон[11] — брат Веренор
- Дональд Самптер[12] — апотекарий Пифол
- Джон Хёрт[3] — капеллан Карнак
- Теренс Стамп[1] — капитан Северий
- Бен Бишоп[13] — сержант Крастор / брат Джунор / брат Ремулус
- Кристофер Финни[14] — брат Борей / павший брат / космодесантник Хаоса
- Гарри Мартин — брат Деций / брат Гипакс / брат Максиллий
- Джонни Харрис[15] — брат Нидон

## Съёмочная группа
Сценарий «Ультрамаринов» написан Дэном Абнеттом. Абнет написал более 25 книг для Чёрной библиотеки и DC Comics.
Режиссёр фильма — Мартин Пик, упоминается в титрах фильма 2009 года «Эра глупости», где он был анимационным директором; Лондон 2012, промофильм, одобренный «Film London» и «Лондонским Агентством Развития», впервые показанный на Пекинской олимпиаде; и на конкурсе BBC по созданию проморолика для чемпионата Европы по футболу 2004. Пик был выбран режиссёром Ультрамаринов за его редкий дар соединять воедино видео и анимацию, и за живописность своих лент.

Продюсер Боб Томпсон известен как соавтор «Биониклов» для компании Lego и продюсер фильма «Бионикл», который получил множество наград. Томпсон основал компанию «Good Story Productions» занимающуюся созданием теле- и видеопродукции для различных платформ. Ранее он работал в BBC и BBC Worldwide. В интервью в конце 2009 года Боб сказал:, 

Из вариантов переноса вселенной Вархаммер 40 000 на экраны мы выбрали вариант переноса настольной игры в фильм. Наша команда арт-художников и дизайнеров использовала огромное количество материала, предоставленного Games Workshop и Forge World. Мы уверены, что каждая деталь фильма будет настолько реалистична, насколько возможно.

Дэвид Керни, продюсер «Ультрамаринов» и начальник отдела разработок Codex Pictures Ltd, имеет большой опыт работы с художественными студиями, в том числе с такими, как Working Title, Zenith, Universal Pictures, 20th Century Fox. Также он принимал участие в работе над фильмом «Бионикл» для компании Lego.
Родди МакМанус, сопродюсер «Ультрамаринов», начальник творческого отдела Pop6 Studios, имеет большой опыт по работе продюсером, режиссёром и сценаристом фильмов, на телевидении и в мультимедиа. Он занимал ключевые управленческие посты в Discreet Logic, Softimage, Microsoft and The National Film Board of Canada. МакМанус начинал карьеру музыкантом, записывая музыку для CBS / Sony BMG Music Entertainment.
Дэн Фосетт, Head of Story, is a storyboard artist with more than one hundred movie and TV credits, including the original Bionicle trilogy of DVDs, Space Jam and the X-Men TV series.
Александр Лентьез, Line Producer and Post Production Supervisor, has worked as animation producer, director and stereographer on international animated feature films and television productions.

## Выпуск
8 октября 2010 года было объявлено, что фильм будет распространяться исключительно ограниченным тиражом в коллекционном издании на DVD-дисках стоимостью 39,98 $, 31,75 € или 25,99 ₤. Датой начала продаж объявлено 29 ноября 2010.
В комплект поставки войдут:
- Иллюстрированный 32-страничный роман в твердом переплёте «Сложный выбор» (Hard Choices (What happened on Algol?)). Автор — Дэн Абнетт, иллюстрации — Дэвид Роуч. Только на английском языке.
- Наследие (The Legacy) — о переносе вселенной Warhammer 40,000 на экраны.
- Схема боя (The Blueprint for Battle) — о создании скриптов для фильма.
- Отделение (The Squad) — об актёрах.
- Искусство войны (The Art of War) — дизайнерская и художественная работа над первым фильмом по вселенной Warhammer 40,000.
- The Soundscape — о звуковых эффектах и музыке.